# Chiesa di Santa Maria (Lubecca)
La chiesa di Santa Maria di Lubecca (in tedesco: Marienkirche) fu costruita fra il 1250 e 1350, diventando il simbolo della potenza e prosperità della città anseatica.
È la terza chiesa della Germania per dimensioni ed è costruita nel punto più alto della città vecchia. La chiesa è annoverata fra gli edifici significativi dall'UNESCO. È stata un modello per l'architettura in mattoni della Germania del Nord e la sua forma ha ispirato altre circa 70 chiese della regione baltica.
La chiesa possiede la più alta volta in mattoni del mondo, di 38,5 m. Se si considerano i galli posti sulla loro sommità, le due torri misurano 124,95 e 124,75 m.

## Storia e descrizione

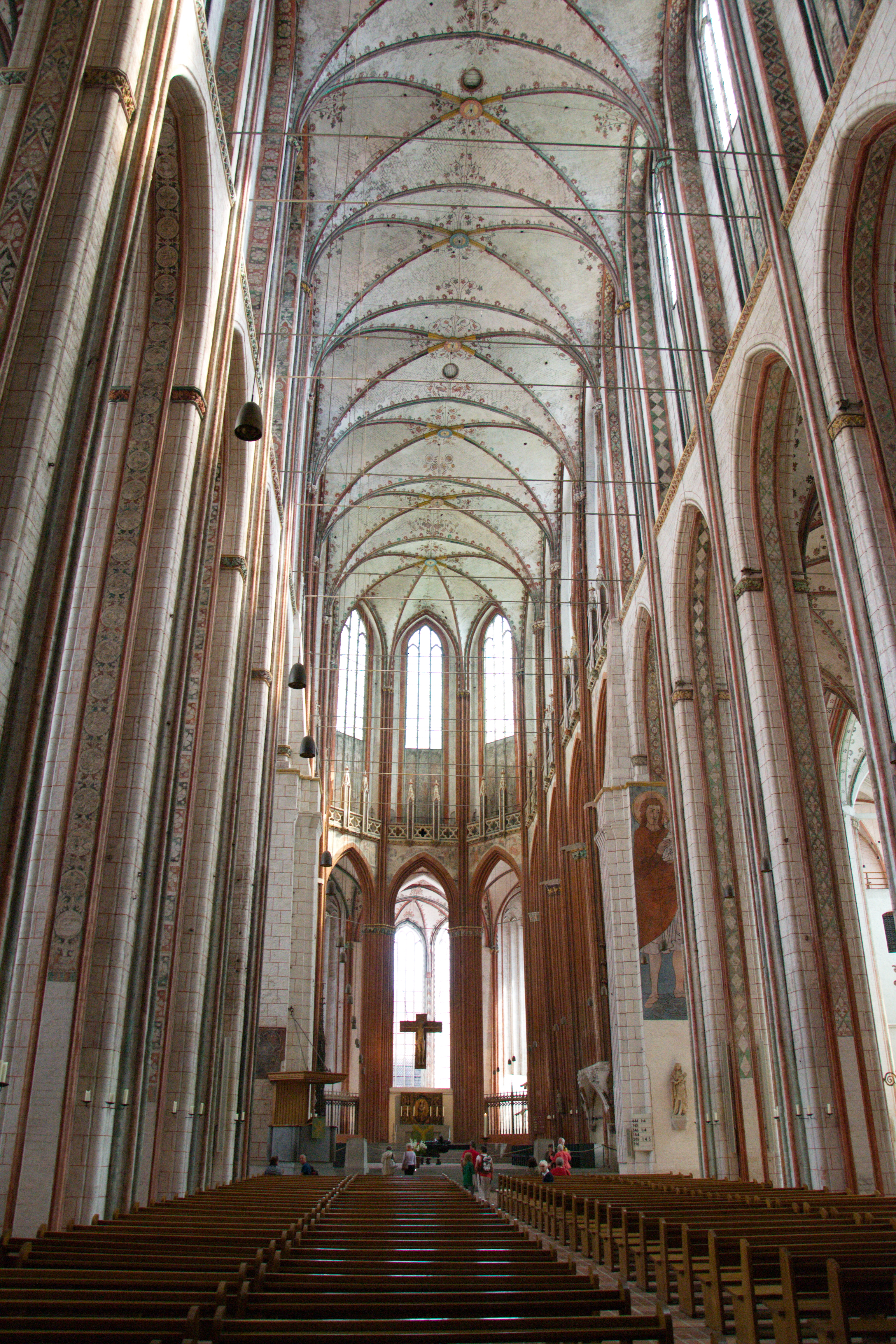
Veduta dell'interno.

La città di Lubecca era divenuta città libera dell'Impero nel 1226, era il maggiore centro della Lega anseatica, e il vescovo della diocesi di Lubecca non era un principe territoriale. Il potere politico era nelle mani dei mercanti anseatici che promossero la costruzione della chiesa parrocchiale di Santa Maria, nel centro della città e più grande della cattedrale di San Pietro, situata in posizione periferica, come simbolo della loro autonomia dal vescovo, che per qualche tempo fu anche allontanato dalla città.
La costruzione ebbe inizio nel 1220. Dapprima si pensò ad una chiesa a sala, con una torre unica in facciata, ma poi il progetto venne sostituito da uno più grandioso a pianta basilicale. La chiesa venne realizzata con due enormi torri in facciata, che terminano con due alte guglie ottagonali. La decorazione è costituita prevalentemente da motivi geometrici in laterizio, senza che venga interrotta la compatta massa muraria. Anche i contrafforti e gli archi rampanti sono costituiti da strutture semplici, che esaltano il grande volume dell'edificio in mattoni, sul quale si aprono grandi finestre anch'esse basate su forme geometriche semplici. La chiesa si affianca al municipio, anch'esso in mattoni e dotato di numerose torrette terminanti in guglie in rame che, in scala minore, riprendono le guglie di Santa Maria. L'effetto sul profilo della città è molto suggestivo, che ha un aspetto quasi fiabesco e fantasmagorico.
L'interno riprende lo schema basilicale francese con deambulatorio e cappelle radiali, con una spettacolare navata centrale alta circa 40 metri, impostata su alti pilastri, e con grandi finestre nel claristorio privo di triforio, sostituito da una bassa galleria. Viene abbandonata quindi la tradizionale tripartizione dell'interno, per ottenere uno spazio semplice, grandioso e luminoso.
La chiesa fu danneggiata durante il bombardamento che colpì la città nella notte tra il 28 e il 29 marzo 1942 comportando la perdita, fra le varie opere d'arte, della Danza Macabra, del monumentale orologio astronomico, di numerosi epitaffi funebri e delle vetrate. L'edificio fu in gran parte ricostruito tra il 1947 ed il 1959.

## Organi
La chiesa ospita, e ha ospitato, prestigiosi organi monumentali.

## Organisti famosi
- Franz Tunder, che diede inizio alla tradizione delle Abendmusiken
- Dietrich Buxtehude